# Cytherea barbara
Cytherea barbara är en tvåvingeart som beskrevs av Sack 1906. Cytherea barbara ingår i släktet Cytherea och familjen svävflugor. Inga underarter finns listade i Catalogue of Life.